# 王韦文
王韦文（1986年12月16日—，臺北市），中華民國游泳运动员，尤精蛙泳。他两次代表中華台北队参加奥林匹克运动会（2004年和2008年），职业生涯在国家和台湾周边地区运动会赢得8枚金牌。
17岁时，他在雅典的2004年夏季奥运会上代表中华台北上演官方首秀。在男子200米蛙泳比赛上，他在第一组出赛，排在菲律宾运动员米格尔·莫利纳和巴巴多斯运动员布拉德利·阿利之后，列小组第三，总排名第42，成绩为2分20秒65。
在北京市的2008年夏季奥运会上，他在第二组出赛，与包括前对手莫利纳在内的六人同场竞技，他全程努力，却以2分17秒20的成绩以最后一名完赛，预赛总排名第49，未能进军半决赛。